# Xiphidiopsis vernalis
Xiphidiopsis vernalis är en insektsart som beskrevs av Andrej Vasiljevitj Gorochov 1998. Xiphidiopsis vernalis ingår i släktet Xiphidiopsis och familjen vårtbitare. Inga underarter finns listade i Catalogue of Life.